# Ed Gein: The Butcher of Plainfield
Ed Gein: The Butcher of Plainfield (no Brasil, Ed Gein – O Assassino de Plainfield) é um filme de terror independente estadunidense de 2007, escrito e dirigido por Michael Feifer. A produção é livremente inspirada nos crimes cometidos por Ed Gein na década de 1950, em Plainfield, Wisconsin.
Os feitos de Gein já haviam servido de base para personagens ficcionais como Norman Bates (Psicose), Buffalo Bill (O Silêncio dos Inocentes) e Leatherface (O Massacre da Serra Elétrica).

## Sinopse
O enredo acompanha Ed Gein (Kane Hodder), fazendeiro solitário que aterroriza a região rural de Plainfield ao cometer uma série de homicídios e profanações de túmulos na segunda metade dos anos 1950. Conhecido pela imprensa como o “Açougueiro de Plainfield”, Gein mergulha numa espiral de violência motivada por traumas de infância e obsessão pela mãe dominadora.

## Recepção
O crítico Steve Barton, do portal Dread Central, atribuiu ao filme a nota 2,5 (em 5), apontando as atuações como ponto positivo, mas criticando a abordagem “excessivamente sensacionalista” do roteiro.

## Elenco
- Kane Hodder – Ed Gein
- Adrienne Frantz – Erica
- Michael Berryman – Jack
- Priscilla Barnes – Vera “Momma” Mason
- Shawn Hoffman – Bobby Mason
- Caia Coley – Sue Layton
- John Burke – Rick Layton